# Twierdzenie Kuratowskiego
Twierdzenie Kuratowskiego – twierdzenie teorii grafów sformułowane i udowodnione przez Kazimierza Kuratowskiego w 1930 roku.

## Teza
Skończony graf jest planarny (spłaszczalny), jeśli nie zawiera podgrafu, który jest
grafem rozszerzonym grafu {\displaystyle K_{5}} (graf pełny o pięciu wierzchołkach) lub
{\displaystyle K_{3,3}} (graf pełny dwudzielny o sześciu wierzchołkach, z których trzy są połączone z każdym z pozostałych trzech).

K5
K 3,3